# Teorema degli zeri di Hilbert
Il teorema degli zeri di Hilbert o Nullstellensatz (letteralmente "teorema dei luoghi di zeri" in tedesco) è un teorema dell'algebra commutativa (fondamentale in geometria algebrica) che mette in relazione insiemi algebrici e ideali negli anelli dei polinomi su campi algebricamente chiusi. Fu dimostrato per la prima volta da David Hilbert.
Sia {\displaystyle K} un campo algebricamente chiuso (come il campo dei numeri complessi); si consideri l'anello dei polinomi {\displaystyle K[X_{1},X_{2},\ldots ,X_{n}]} e sia {\displaystyle I} un ideale in questo anello. L'insieme algebrico {\displaystyle V(I)} definito da questo ideale consiste di tutte le {\displaystyle n}-uple {\displaystyle \mathbf {x} =(x_{1},\ldots ,x_{n})} in {\displaystyle K^{n}} tali che {\displaystyle f(\mathbf {x} )=0} per tutti gli {\displaystyle f} in {\displaystyle I}. Il teorema degli zeri di Hilbert afferma che se {\displaystyle p} è un qualche polinomio in {\displaystyle K[X_{1},X_{2},\ldots ,X_{n}]} che si annulla sull'insieme algebrico {\displaystyle V(I)}, cioè {\displaystyle p(\mathbf {x} )=0} per tutti gli {\displaystyle \mathbf {x} } in {\displaystyle V(I)}, allora esiste un numero naturale {\displaystyle r} tale che {\displaystyle p^{r}} è in {\displaystyle I}.
Un corollario immediato è il "Nullstellensatz debole": se {\displaystyle I} è un ideale proprio in {\displaystyle K[X_{1},X_{2},\ldots ,X_{n}]}, allora {\displaystyle V(I)} non può essere vuoto, cioè esiste uno zero comune per tutti i polinomi dell'ideale. O equivalentemente: i polinomi dell'ideale hanno uno zero comune se e solo se l'ideale non contiene {\displaystyle 1}. Questa è la ragione del nome del teorema, che può essere facilmente dimostrato a partire dalla forma 'debole'. Si noti che l'assunzione che {\displaystyle K} sia algebricamente chiuso è essenziale qui: l'ideale proprio {\displaystyle (X^{2}+1)} in {\displaystyle \mathbb {R} [X]} non ha uno zero comune.
Con la notazione comune in geometria algebrica, il Nullstellensatz può anche essere formulato come
{\displaystyle I(V(J))={\sqrt {J}},}
per ogni ideale {\displaystyle J}. Qui, {\displaystyle {\sqrt {J}}} denota il radicale di {\displaystyle J} e {\displaystyle I(U)} è l'ideale di tutti i polinomi che si annullano sull'insieme {\displaystyle U}. In questo modo, otteniamo una corrispondenza biunivoca che inverte l'ordine di inclusione tra gli insiemi algebrici in {\displaystyle K^{n}} e gli ideali radicali di {\displaystyle K[X_{1},X_{2},\ldots ,X_{n}]}.